# باربارا غيتنغس
باربارا غيتنغس (بالإنجليزية: Barbara Gittings)‏ (31 يوليو 1932 -18 فبراير 2007)، ناشطة أمريكية بارزة في مجال حقوق المثليين. ترأست فرع نيويورك لمنظمة «بنات بيليتس (DOB)» من 1958 حتى 1963، وترأست تحرير مجلة المنظمة من 1963-1966، وعملت مع فرانك كاميني في الستينيات في الاعتصام الذي لفت الانتباه إلى قوانين حظر توظيف المثليين من قبل أكبر صاحب عمل في الولايات المتحدة في ذلك الوقت وهي حكومة الولايات المتحدة. شاركت في السبعينيات في جمعية المكتبات الأمريكية، وخاصة قسم المثليين والذي كان الأول من نوعه في منظمة مهنية، وذلك بهدف دعم الأدب الذي تحدث بشكل إيجابي عن المثلية الجنسية في المكتبات. كانت جزءًا من حركة هدفت لجعل الجمعية الأمريكية للطب النفسي تتخلى عن تصنيف المثلية الجنسية كمرض عقلي في عام 1972.
حصلت على عضوية «جمعية المكتبات الأمريكية» مدى الحياة، سمّت جمعية المكتبات الأمريكية الجائزة السنوية لأفضل رواية عن المثليين جائزة بربارا غيتنغس. وأسس «تحالف المثليين والمثليات ضد التشهير (GLAAD)» جائزة للنشطاء تيمنًا بها. قال مات فورمان المدير التنفيذي لفرقة العمل الوطنية للمثليين والمثليات في حفلها التذكاري: «بماذا ندين لبربارا؟ بكل شيء».

## نشأتها ودراستها
والدة بربارا هي إليزابيث غيتنغس ووالدها جون ستريت غيتنغس، وُلدت في فيينا في النمسا حيث عمل والدها دبلوماسيًا أمريكيًا. درست بربارا وأشقائها في المدارس الكاثوليكية في مونتريال. كانت متعمقة جدًا في الكاثوليكية في مرحلة ما من طفولتها لدرجة أنها أرادت أن تصبح راهبة. عادت عائلتها إلى الولايات المتحدة عند اندلاع الحرب العالمية الثانية واستقرت في ويلمنغتون في ولاية ديلاوير. على الرغم من إدراكها لانجذابها للفتيات الأخريات فقد قالت إنها سمعت لأول مرة كلمة مثلية الجنس عندما رُفضت عضويتها في جمعية الشرف الوطنية في المدرسة الثانوية. وعلى الرغم من كونها طالبة ممتازة فإن أحد المدرسين الذي امتلك تحفظات على شخصيتها أخذها جانبًا وأسرّ لها أنَّ الرفض كان بسبب ما اعتقد المعلم أنه ميول جنسية مثلية.
كوّنت غيتنغس صداقة وثيقة غير جنسية مع طالبة أخرى أثناء دراستها تخصص الدراما في جامعة نورث وسترن ما أثار شائعات بأن الطالبتين مثليتان، دفعها ذلك إلى فحص توجهها الجنسي. تأكدت شكوكها في محاولاتها لفهم ذلك عبر طبيب نفسي عرض عليها «علاجها». لم يكن لديها ما يكفي من المال للقيام بزيارات منتظمة للطبيب، ولم تكن قادرة على الحصول على المال من والدها الذي اعتقد أنه لا توجد مشاكل يمكن للطبيب النفسي أو للكاهن حلها. اقترحت صديقة مقربة منها أن تلتقيا بشكل أقل حتى لا تنتشر الشائعات حولهما.
ومع عدم وجود أي شخص للتحدث معه عن القضايا التي كانت تشغلها قررت أن تقرأ بقدر ما تستطيع حول هذا الموضوع. اكتشفت القليل جدًا وكان أغلب ما وجدته من مؤلفات تصف المثليين جنسيًا بأنهم منحرفون وغير طبيعيين في الكتب والنصوص الطبية، أو المؤلفات التي ذكرت أنَّ المثليين جنسيًا غير قادرين على الصفير، أو أنهم يفضلون اللون الأخضر. وجدت أنَّ جميع المعلومات كانت تركز على الرجال المثليين.[بحاجة لمصدر] ذكرت في مقابلة عام 2001: «اعتقدت أن تلك المؤلفات ليست عني. لا يوجد فيها أي شيء عن الحب أو السعادة. يجب أن يوجد شيء أفضل». استغرقت أبحاثها الكثير من وقتها في شمال غرب البلاد حتى انتهى بها الأمر بالرسوب والخروج من المدرسة. قالت: «لم تكن مهمتي هي الحصول على تعليم عام إنما فقط معرفة نفسي وكيف ستكون حياتي. لذلك توقفت عن الذهاب إلى المدرسة وبدأت بالذهاب إلى المكتبة. لم يكن يوجد أي منظمات لنلجأ إليها في تلك الأيام، كانت المكتبات آمنة على الرغم من أنَّ المعلومات الواردة فيها محزنة».

### بعد الكلية
عادت في سن السابعة عشر من الشمال الغربي بعد أنَّ تركت المدرسة ولم تتمكن من إخبار أسرتها بالسبب. لكنها واصلت بحثها عن المعلومات. وجدت بعضًا من الروايات المتاحة في ذلك الوقت مثل: نايتوود، بئر العزلة، النساء الاستثنائيات. اكتشف والدها بعد ذلك بوقت قصير رواية بئر العزلة بين كومة من الأشياء الأخرى في غرفة نومها. صُدم بشدة مما وجده وأمرها بحرق الكتاب، فعل ذلك في رسالة لأنه لم يكن قادرًا على التحدث معها وجهًا لوجه. غادرت المنزل في سن الثامنة عشر لتعيش بمفردها وانتقلت إلى فيلادلفيا.
بدأت غيتنغس الذهاب في عطلة نهاية الأسبوع إلى مدينة نيويورك مرتدية زي رجل لزيارة حانات المثليين لأنها لم تكن تعرف أي مكان في فيلادلفيا ولم تعرف أي مكان آخر يسمح لها بالتواصل مع مجتمع المثليين. ولكنها لم تجد سوى القليل من القواسم المشتركة مع النساء اللواتي التقت بهنَّ في الحانات، وعادت للتركيز على جمع الكتب بعد مشاهدتها تعرّض مثليي الجنس الذكور للضرب بعد مغادرتهم الحانة.

## نشاطها في خمسينيات وستينيات القرن العشرين

### بنات بيليتس
سافرت في عام 1956 إلى كاليفورنيا بناءً على نصيحة دونالد وبستر كوري لزيارة مكتب شركة ون الجديدة، وهي منظمة للمثليين جنسيًا كرّست نفسها لتقديم الدعم لحقوق المثليين في الولايات المتحدة. التقت أثناء وجودها في كاليفورنيا بفيليس ليون وديل مارتن اللذان شاركا في تأسيس منظمة بنات بيليتس في سان فرانسيسكو. ذكرت ليون: «لقد كانت شابة لطيفة ذات شعر مجعد ترتدي قميصًا وصندلًا. أتذكر أنها حملت حقيبة، لم أر أحدًا مثلها من قبل». قالت غيتنغس في اجتماعهن الأول لبنات بيليتس إنَّ الاسم غامض واعتقدت أنه غير عملي ويصعب نطقه وتهجئته. طلب مارتن وليون من غيتنغس في عام 1958 أن تؤسس فرعًا في مدينة نيويورك، وهو ما فعلته عندما استجابت أقل من 12 امرأة على طلبها في النشرة الإخبارية من «جميع النساء في منطقة نيويورك والمهتمات بتشكيل فرع من منظمة بنات بيليتس التواصل معها» في 20 سبتمبر 1958. كانت غيتنغس أول رئيسة لهذا الفرع لمدة ثلاث سنوات منذ 1958 وحتى 1961، وهي السنة التي التقت فيها كاي توبين.
قالت غيتنغس في عام 1982: «لقد انضممت إلى الحركة في عام 1958 عندما كان موضوع المثلية الجنسية ما يزال محاطًا بصمت تام. لم تتحدث عنه أي برامج إذاعية حوارية أو أفلام وثائقية تلفزيونية. ربما وجدت 6 جمعيات فقط في الولايات المتحدة كاملةً، ومئتي شخص نشط فيها». كانت منظمة بنات بيليتيس بديلًا اجتماعيًا لحانات المثليين، لكنهنَّ حرصن بشدة على إنكار ترتيبهن لاتصالات غير أخلاقية. التقين مرتين في الشهر ودُعي الأطباء والأطباء النفسيون والوزراء والمحامون لاجتماعاتهن حتى لو تحدث الضيوف على نحوٍ انتقص من المثليين. قالت غيتنغس: «كنا في البداية ممتنين للغاية لمجرد اهتمام الناس بأننا استمعنا وقبلنا كل ما قالوه بغض النظر عن مدى سوء كلامهم... ساعد أي شيء على كسر الصمت، بصرف النظر عن كم بدا الكلام سخيفًا أو غبيًّا لنا اليوم فقد كان مهمًّا».

## روابط خارجية
- باربارا غيتنغس على موقع IMDb (الإنجليزية)